# 小昆山
小昆山，是位於中國上海市松江区小昆山镇的山峰，佔地區域长500米，宽400米，山林約300畝，山頂高度海拔54.3米。現整座山被劃為佘山國家森林公園小昆山園。
小昆山與周邊的橫山、機山、天马山、辰山、佘山（包括西佘山和東佘山）、薛山、厙公山和鳳凰山被合稱為雲間九峰或松江九峰，小昆山正是正一連串山系最西南端的一座，上海市轄區內為數不多自然形成的山也大多位於此區域內。
西晉文學家陸機、陸雲兩人隐居时曾居於此，也因此目前山上園區每設有與兩人相關的二陸讀書台、二陸草堂。

## 歷史
過去原称昆山，梁大同初年以此山名在此设「昆山县」，唐天宝十年昆山县移治于今昆山市境內，因此將這座昆山为名為小昆山。